# Liste de films algériens
 (mars 2024).
Si vous disposez d'ouvrages ou d'articles de référence ou si vous connaissez des sites web de qualité traitant du thème abordé ici, merci de compléter l'article en donnant les références utiles à sa vérifiabilité et en les liant à la section « Notes et références ».
Ci-dessous une liste des films produits par le cinéma algérien. Cette liste est nécessairement incomplète.
Pour une liste alphabétique des films algériens voir Catégorie:Film algérien.
- Haut – A
- B
- C
- D
- E
- F
- G
- H
- I
- J
- K
- L
- M
- N
- O
- P
- Q
- R
- S
- T
- U
- V
- W
- X
- Y
- Z

## A
- Alger insolite (1971)[1]
- À l'ombre des chênes (1974)
- Adhilai al beida (1991)
- Al-Salam Al-Walid (1965) ...aka So Young a Peace
- Alexandrie pourquoi ? (Iskanderija... lih?) (1978)
- Algérie, entre douleur et liberté (2000)
- Algérie, histoires à ne pas dire (2007)
- Ali au pays des mirages (1981) aka Ali fi bilad al-sarab or Ali in Wonderland (1978)
- Aliénations (2004)
- L'Après-Octobre (1989)
- L'Arc-en-ciel éclaté (1998) aka The Blown-out Rainbow
- L'Arche du désert (1998)
- Arezki, l'insoumis (2008)
- Asfour, al- (1972) aka The Sparrow
- L'Attente des femmes (2001)
- L'Aube des damnés (1965) aka Dawn of the Damned
- Automne, octobre à Alger (1993)
- L'Autre monde (2001) aka Other World, The (2004)
- Les Aventures d'un héros (1978)
- Les Aveux les plus doux (1971)
- Awdat al ibn al dal (1976) aka Return of the Prodigal Son, The
- Aziza (1980)
- Aïd El Kebir (1999)
- Alkiwa alhediya (film des sourd) les forces calmes (2012)
- El Achiq (2017)

## B
- Bab el web (2005)
- Bab El-Oued City (1994)
- Le Bal (1983)
- Barakat ! (2006)
- La Bataille d'Alger (1966)
- Le Beau-Frère (2014)
- Beur blanc rouge (2006)
- Le Blouson vert (1998)
- Les Bonnes familles (1972)
- Bouts de vies, Bouts de rêves Hamid Benamra 2012
- Brancaleone s'en va-t-aux croisades (1970)

## C
- Camp de Thiaroye (1987)
- Carnaval fi Dachra (1994)
- Certifiée halal (2015)
- Le Charbonnier (1973)
- Cheb (1991)
- Les Chemins de l'oued (2002)
- La Chine est encore loin (2010)
- Chronique des années de braise (1975)
- La Citadelle (El kalaa) (1989)
- Le Clandestin (1989)
- La Colline oubliée (1997)
- Le Communiqué (1969)
- Couleurs d'enfants (1994)
- Cousines (2004)
- Le Chat  de Brahim MERAMRIA (2005)
- Crépuscule des ombres (2014)

## D
- Dans ma tête, un rond-point[2] (2015)
- Dans le silence, je sens rouler la terre (2010)
- De Hollywood à Tamanrasset (1991)
- De la vie des amateurs de Hamid Benamra (1982)
- Délice Paloma (2007)
- Les Déracinés (1977)
- La Dernière image (1986)
- Douar de femmes (2005)
- Dounia (1998)
- Décembre (1973)
- La Dévoilée femme (1998)

## E
- Eldridge Cleaver (1970)
- Les Enfants de novembre (1975)
- L'Enfer à dix ans (1968)
- En attendant les hirondelles (2017)
- L'Épopée de Cheïkh Bouamama (1983)
- L'étranger (El Straniero) (1967)
- L'Évasion de Hassan Terro (1974)
- El Manara (2004)

## F
- El Faham (1973) (ou The Charcoal Maker)
- Une femme pour mon fils (1982)
- Femmes d'Alger (1992)
- Fleur de lotus (1998)
- Les Folles années du twist (1986)
- Frontières (2001)
- Fadhma N'Soumer (2014)

## G
- Génération de guerre (1971)
- El Ghoula (1972)
- Gros Plan de Hamid Benamra (1983)
- Le Gone du Chaâba (1998)
- Guerre de libération (1973) ...aka War of Liberation
- Guerre Sans Images (2002)
- El Gusto (2011)

## H
- Hassan Niya (1986)
- Hassan Taxi (1982)
- Hassan Terro (1968)
- Haçla (2003)
- Harragas (2009)
- Héliopolis  (2020)
- L'Héritage (1975) ...aka Legacy, The (1975)
- Histoire d'une rencontre (1983)
- Histoires de la révolution (1969)
- Histoire 0ff de Hamid Benamra (1983)
- Hizam de Hamid Benamra (2016),  Festival du Caire 2016
- L'Homme qui regardait les fenêtres (1986)
- L'Honneur de la tribu (1993)
- Les Hors-la-loi (1969)
- Hors-la-loi (2010)
- Houria (1986)
- How Big Is Your Love (2011)

## I
- Il était une fois dans l'oued (2005)
- Ilo Tsy Very (1987)
- Inch'Allah dimanche (2001)
- Indigènes (2006)
- Inland (Gabbla) (2009)
- L'inspecteur marque le but (1975)

## J
- Jean Farès (2001)
- Jours de cendre (2013)
- Les Jours d'avant (2015)
- Jusqu'à la fin des temps (2017)
- Jennia (2019)

## K
- Kedach ethabni (2011)
- Krim Belkacem (2014)
- Khamsa - Le Puits de l'oubli (2022)
- " Kyoko, la saison des vendanges des rêves" de Hamid Benamra 2023 Festival de Moscou.

## L
- La Colline oubliée (1997)
- L'epopee de Cheikh Bouamama 1984
- Leïla et les autres (1977)
- Les Aventures d'un héros (1978)
- Les Hors-la-loi (1968)
- Little Senegal (2001)
- Lotfi (2015)
- Louss, warda al-rimal (1988)

## M
- Machaho (1996)
- Madame Courage (2015)
- Made In (1999)
- Le Magique (1996)
- Les Mains libres (1964)
- La Maison jaune (2008)
- Maquam Echahid (1984)
- Mascarades (2008)
- Message d'Alger (1998)
- Moissons d'acier (1983)
- La Montagne de Baya (1997)
- Morituri (2007)
- Mostefa Ben Boulaïd (2008)
- Le Moulin de monsieur Fabre (1983)

## N
- Nahla (1979)
- Les Nomades (1975)
- Noua (1972)
- La Nouba (1979)
- Normal ! (2011)

## O
- Omar Gatlato (1976)
- Omar la fraise[3] (2023)
- L'Olivier de Boulhilet (1978)
- L'Opium et le Bâton (1971)
- L'Oranais (2014)

## P
- Papicha[4] (2019)
- Les Passagers (1971)
- Patrouille à l'est (1971)
- Peuple en marche (1963)
- Pour une vie meilleur de Hamid Benamra (1981)
- Les Portes du silence (1987)
- Les Portes du soleil (2015)
- Poussières de vie (1995)
- Premier pas (1979)
- Prends 10 000 balles et casse-toi (1982)
- Père (2004)

## R
- Rachida (2002)
- Remparts d'argile (1971)
- Le Repenti (2012)
- Rêveries de l'acteur Solitaire  de Hamid Benamra 2016
- Rome plutôt que vous (Roma wa la n'touma) (2006)
- La Rose des sables (1989)

## S
- Salut cousin ! (1996)
- Sanaoud (1972)
- Seekers of Oblivion (2004)
- Le Soleil assassiné (2003)
- Song of Umm Dalaila, the Story of the Sahrawis (1993)
- Les Suspects (2004)
- Le sang des loups (2019)
- Second Line  de Hamid Benamra 2025

## T
- Timelife de Hamid Benamra (2019),  Festival de Moscou 2019
- Les Terrasses (2013)
- Le Thé d'Ania (2004)

## U
- Un film raté de Hamid Benamra (1983)
- Une manière de vivre de Hamid Benamra (1985)
- Un rêve algérien (2003)
- Une femme taxi à Sidi Bel-Abbès ...aka Female Cabby in Sidi Bel-Abbes, A (2000)
- Une si jeune paix (1965)

## V
- Les Vacances de l'apprenti (1999)
- Les Vacances de l'inspecteur Tahar (1972)
- Velikij turan (1995)
- Vent de sable (1982)
- Le Vent des Aurès (1966)
- Viva Laldjérie (2004)
- Vivre au paradis (1998)
- La Voie (1968)
- La Voisine (2002)
- Le Voyage à Alger (2009)

## W
- Walo Fendo (1999)
- West Indies (1979)

## Y
- Ya ouled (1993)
- Yelema (1993)
- Youcef (1994)
- Yema (2013)

## Z
- Z (1969)
- Zabana ! (2012)
- La Zerda ou les chants de l'oubli (1983)
- Z'har (2009)
- Zone interdite (1974)